# Cantù
Cantù (Cantuu in dialetto brianzolo, AFI: /kaŋˈtyː/) è un comune italiano di 40 309 abitanti della provincia di Como in Lombardia. È il secondo comune più popoloso della provincia dopo il capoluogo e il venticinquesimo della Lombardia.

## Origini del nome
L'origine del nome di Cantù risale a Canturium (Canturio) che può trovare la sua origine dai Canturigi, accennati da Strabone sono stati una delle popolazioni celtiche che abitarono la regione Insubria nel VI secolo a.C., o da Cantores indicante una Cantoria presso qualche edificio religioso . Il toponimo di Gallianum (Galliano), che costituì il più antico nucleo abitato di Cantù, deriva dalla popolazione celtica dei Gallianates.

## Geografica fisica
Cantù sorge nell'Alta Brianza Comasca ed è caratterizzata da un territorio collinare di origine morenica. Ha una altezza minima di 248 metri s.l.m. e una massima di 444 metri s.l.m.
È attraversata dai torrenti Seveso (fiume), che la attraversa nella frazione di Asnago, Serenza, ai confini con Figino Serenza e Certesa, conosciuto come torrente Terrò.

## Storia

### Preistoria ed età antica
L'area canturina era già abitata dall'uomo nella prima età del ferro, documentata dal ritrovamento di una tomba a cremazione contenente vari utensili risalenti alla prima metà del VI secolo a.C. I primi nuclei abitati erano collocati sui rispettivi colli di Galliano e di San Paolo risalenti al V-VI secolo a.C., fondati dai Galli Insubri che preferivano edificare i loro insediamenti su alture circondate da difese naturali, come i boschi di cui il territorio in questione era ricco.
Nel 196 a.C. i villaggi vennero conquistati dalle legioni romane, guidate dal console Marco Claudio Marcello, e poi inglobate nel municipio Novum Comum (Como). Durante la dominazione romana, Galliano era un borgo di grande importanza strategica commerciale perché vi passava l'antica strada che univa le città di Milano e Como. La presenza romana in questo luogo è testimoniata dal ritrovamento archeologico di are dedicate al culto di Giove, Minerva e della Triade Capitolina, dei resti di un tempio (sul quale ora si innalzano la basilica e il battistero di Galliano), utensili, monete, necropoli ed epigrafi sparpagliati nelle vicinanze. Nella frazione canturina di Fecchio venne trovata una lapide con iscrizione romana, forse base di una statua onoraria dedicata a Plinio il Giovane che possedeva una vasta proprietà agricola in questa area che si espandeva fino al fiume Lambro.
Già in epoca romana a Gallianum esisteva una forte impronta religiosa, invece sul colle di Canturium si innalzava molto probabilmente un castro testimoniato dal ritrovamento di fibule e armille.

### Alto Medioevo
Nel V secolo d.C. Galliano, grazie a un discreto sviluppo culturale e religioso, si staccò dal municipio di Como e divenne una pieve comprendendo anche Canturio. In questo periodo, per opera della comunità del posto, sorse la prima basilica paleocristiana dedicata a san Vincenzo di Saragozza. Nel 483, con un decreto di papa Gelasio I indirizzato all'arcivescovo di Milano Teodoro dei Medici, Canturio venne dichiarata Corte Reale insieme con altre terre. Nel 605 circa, il territorio canturino si separò da quello comasco. Quest'ultimo divenne diocesi suffraganea del Patriarcato di Aquileia. Alla fine del X secolo, Canturio venne unito alla corte di Intimiano nel Distretto della Martesana controllato da Milano. Ci sono testimonianze che da quest'epoca a Galliano si lavorava il ferro e gli abitanti producevano le falci per i monaci dell'Abbazia di Nonantola, nella provincia di Modena.

### Basso Medioevo e Rinascimento
Da Gerardo e Brielda, nobili signori della curtis di Intimiano di origini canturine, nacque Ariberto, futuro arcivescovo di Milano. Nel 1004-1005 Ariberto da Intimiano ristrutturò la basilica di Galliano e il 2 luglio del 1007 la riconsacrò a san Vincenzo. Canturio, fedelissima alla città di Milano anche grazie alle numerose nobili famiglie milanesi che abitarono nel borgo, partecipò dal 1118 alla decennale lotta contro Como. Nell'anno 1124 i canturini furono i primi ad assalire il territorio comasco saccheggiando Lipomo, Trecallo e Albate, e occupando il Monte Mongolio. Guidati da Gaffuro vennero poi sconfitti dai soldati comaschi alle pendici del monte, dopo che quest'ultimi operarono una strategica ritirata dalla battaglia presso le paludi dell'Acquanegra attirando i canturini in un'imboscata e uccidendo Gaffuro. L'esercito comasco incendiò il vicino villaggio di Vighizzolo e cercò di assediare Cantù senza successo grazie a una sortita da parte del popolo in armi del borgo. I canturini furono così costretti a chiedere aiuto a Milano. Uniti ai milanesi sconfissero le truppe nemiche a Mariano e posero fine alla guerra il 27 agosto dell'anno 1127 con il saccheggio e la distruzione della città di Como. In seguito Canturio si unì alla Lega Lombarda contro Federico I Barbarossa e nel 1160, dopo la battaglia di Carcano, i canturini attaccarono presso l'Acquanegra i lodigiani e i pavesi che cercavano di prestare soccorso agli imperiali ritiratosi nella fortezza di Baradello.
Durante un momento di conflitto interno alla città di Milano, ospitò l'arcivescovo Enrico I da Settala, nobili e famiglie milanesi (casate quali Biraghi, Carcano, Crivelli, Giussani, Grassi e molte altre) guidati dal capitano Ardigotto Marcellino che erano stati cacciati dal popolo. Nel XIII secolo Canturio, a fianco dei Visconti, partecipò alle guerre contro i Torriani. Nel 1324, divenuta signoria dei fratelli milanesi Gaspare e Giovannolo Grassi, venne fortificata con grosse mura e 35 torri. Il 20 giugno dello stesso anno i fratelli dichiararono l'indipendenza di Canturio da Milano. Grazie ai numerosi avvenimenti che tenevano impegnati i Visconti al di fuori del territorio canturino, il borgo godette un periodo di pace che durò 10 anni. Questa pace venne turbata nel 1333 dai Rusconi di Como che odiavano i Grassi. Dopo un attentato su Giovannolo Grassi da parte di Franchino Rusca, Stefanolo Grassi figlio di Giovannolo, a capo di 200 cavalieri, tentò un colpo di mano quasi riuscito contro la famiglia comasca. Successivamente Canturio cadette nella mani di Azzone Visconti, signore di Milano. Dopo la morte del duca di Milano Gian Galeazzo Visconti nel 1402 a Marignano, sorsero i guelfi e i ghibellini. Franchino II Rusca con l'aiuto di Ottone Rusca, entrambi schierati coi guelfi e con il desiderio di rimettere la loro casata nella signoria di Como, si ribellò al ducato di Milano e occupò la città lariana scacciando i Lavizzari. A questa ribellione si opposero le casate canturine dei Carcano e dei Grassi assieme ai capitani milanesi quali Pandolfo Malatesta e Giacomo dal Verme. Giovanni da Carcano, valorosissimo condottiero canturino al servizio del ducato di Milano, fermò i Rusconi presso Montorfano, mise a ferro e fuoco Como e assediò il castello di Erba dove si era rifugiato Franchino Rusca. Giacomo Grassi fece scorreria a Vertemate e incendiò le sue terre, successivamente le ostilità tra il Duca e i Rusconi si sospesero per venti giorni. Il dissidio riprese con Francesco Visconti che, alla guida delle truppe ducali, assalì i guelfi della Lomazzo comasca fino alla loro resa. Giovanni da Carcano ebbe il sentore che i Rusca vollero impadronirsi di Canturio e riuscì a scongiurare questa disfatta attaccando Como e cacciando i Rusca in Svizzera. Per l'illustre valore e importanza nella corte milanese, Giovanni da Carcano destò invidia negli animi dei Grassi di Canturio. Morì avvelenato a Barlassina per mano dei suoi rivali. Il borgo canturino venne in mano a Giancarlo Visconti detto Gianpiccinino nel 1407, per poi passare a Filippo Maria Visconti dal 1412 al 1447. Nel novembre del 1413 il Duca di Milano e "il Carmagnola" incontrarono presso la città canturina Sigismondo di Lussemburgo con l'intento di difendere i diritti viscontei sulla città. Dopo la morte dell'ultimo Duca della dinastia viscontea entrò in gioco Francesco Sforza, nemico di Milano, e Canturio si dovette preparare alle difese. La città riuscì per tre giorni a respingere il nemico, nonostante quest'ultimo fosse più potente e numeroso, ma al quarto giorno capitolò in seguito al crollo delle mura sotto i colpi delle bombarde.
Nel 1449 Canturio venne governata dal capitano di ventura Antonio Centelles e divenne un "quartier generale" degli Sforza essendo un importante baluardo dell'Alto Milanese per tenere a freno i territori di Lecco, della Brianza, della Comasina, del Piano d'Erba e del Luganese. Tra la fine dell'anno 1449 e gennaio del 1450 Antonio Centelles si rifugiò a Canturio in seguito a due cocenti sconfitte riportate contro i veneziani condotti da Jacopo Piccinino, per poi venir fatto imprigionare da Francesco Sforza, prima a Lodi e poi nel castello di Pavia, per il sospetto che volesse cambiare bandiera. Canturio venne donata dal duca Galeazzo Maria Sforza al fratello naturale Polidoro Sforza Visconti e nel 1475 affidata in feudo al nobile milanese Francesco Pietrasanta che vi fece erigere un castello su uno già esistente in cima al colle centrale. Castello poi distrutto nel 1527 da Gian Giacomo Medici durante il saccheggio della città. Del castello originale rimane solo l'antica torre in pietra, trasformata poi nel campanile della chiesa di San Paolo. Nel 1484, in qualità dei poteri feudali detenuti del conte Pietrasanta, venne eletto podestà del borgo canturino Tristano Carcano. Il quale sposò Margarita Visconti nel 1461 e fu podestà e castellano di Carimate nel 1473. Nel 1496 il borgo di Canturio passò alla nobile famiglia dei Fossani per poi tornare ai Pietrasanta 19 anni dopo.

### Dal Cinquecento al terzo millennio
Gli Statuti delle acque e delle strade del contado di Milano fatti del 1346 citano la città con il nome di Cantù.
Nel Cinquecento perde il suo aspetto strategico a favore di un'operosità nel contesto di un vasto comprensorio: si hanno notizie della produzione artigianale dei chiodi e del pizzo a tombolo. Nella prima metà dell'Ottocento incomincia la produzione artistica del mobile. Anche il castello, ricostruito e rimasto nelle mani dei Pietrasanta fino al XVIII secolo, perde il suo profilo militare diventando un palazzo di "piacere", ospitando importanti famiglie milanesi, artisti e poeti come Domenico Cimarosa e Giuseppe Parini.
Cantù nel 1771, a seguito della divisione territoriale operata dall'impero Austriaco, fu inclusa nella Provincia di Milano. La cittadina fu spostata in Provincia di Como da Napoleone a titolo sperimentale nel 1797 (quando Cantù entrò a far parte del Distretto del Lario con la nascita della Repubblica Cisalpina) e definitivamente nel 1801. Un decreto napoleonico del 1807 sancì l'allargamento territoriale di Cantù ai limitrofi comuni di Cucciago e Senna ed uniti. L'aggregazione dei due comuni fu tuttavia abrogata con il ritorno degli austriaci in seguito alla caduta di Napoleone.
Il primo Consiglio comunale fu eletto nel 1830.
La fioritura dell'artigianato canturino, in un periodo di intenso sviluppo industriale, è data dall'istituzione di una Scuola d'Arte per l'arredamento nel 1882, la prima del genere sorta in Italia.
Il 24 ottobre 1942 Cantù venne bombardata dagli aerei Alleati che causarono la distruzione di alcuni edifici come il vecchio fabbricato viaggiatori della Stazione di Cantù-Cermenate.

### Simboli
Lo stemma è stato formalmente riconosciuto con decreto del capo del governo Benito Mussolini del 6 novembre 1928, essendo già in uso da almeno un secolo.
La figura del cane con il collare era già presente nei celebri stemmari tardo-gotici lombardi del Cremosano e Trivulziano. Lo stemma raffigura il cane e la torre attraverso la paraetimologia popolare dell'origine di Canturio dalla fusione delle parole "canis" e "turris". La figura del cane evoca la fedeltà del popolo canturino all'autorità costituita, ma anche il loro carattere forte e battagliero. La torre richiama il periodo in cui Cantù venne fortificata con 35 torri da Gaspare Grassi nel 1324 e rimase indipendente dall'influenza di Milano per quasi 10 anni. Il 23 aprile 1979 è stato conferito il nuovo gonfalone, di panno verde, con un decreto del presidente della Repubblica.
Il gonfalone è un drappo di verde.

## Monumenti e luoghi d'interesse

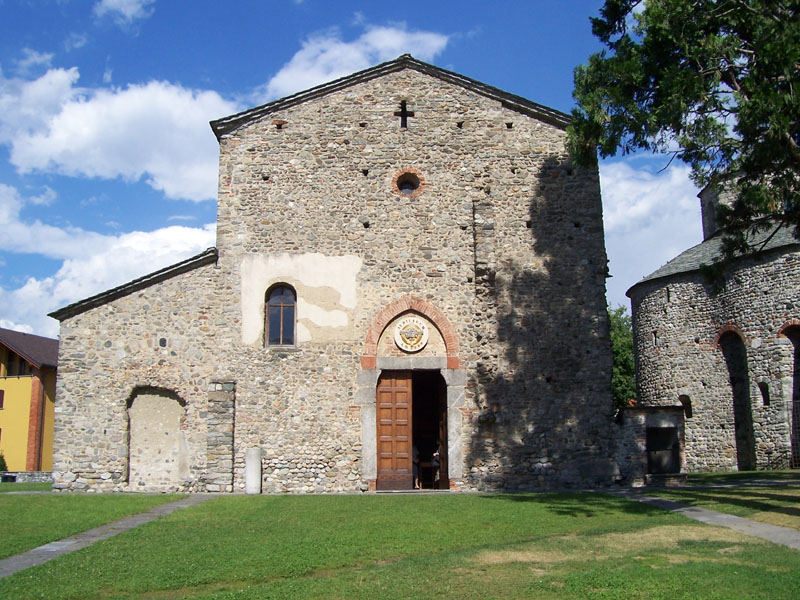
La Basilica di Galliano

### Architetture religiose

#### Complesso monumentale di Galliano
Il complesso monumentale di Galliano è stato costruito tra il V - XI secolo.

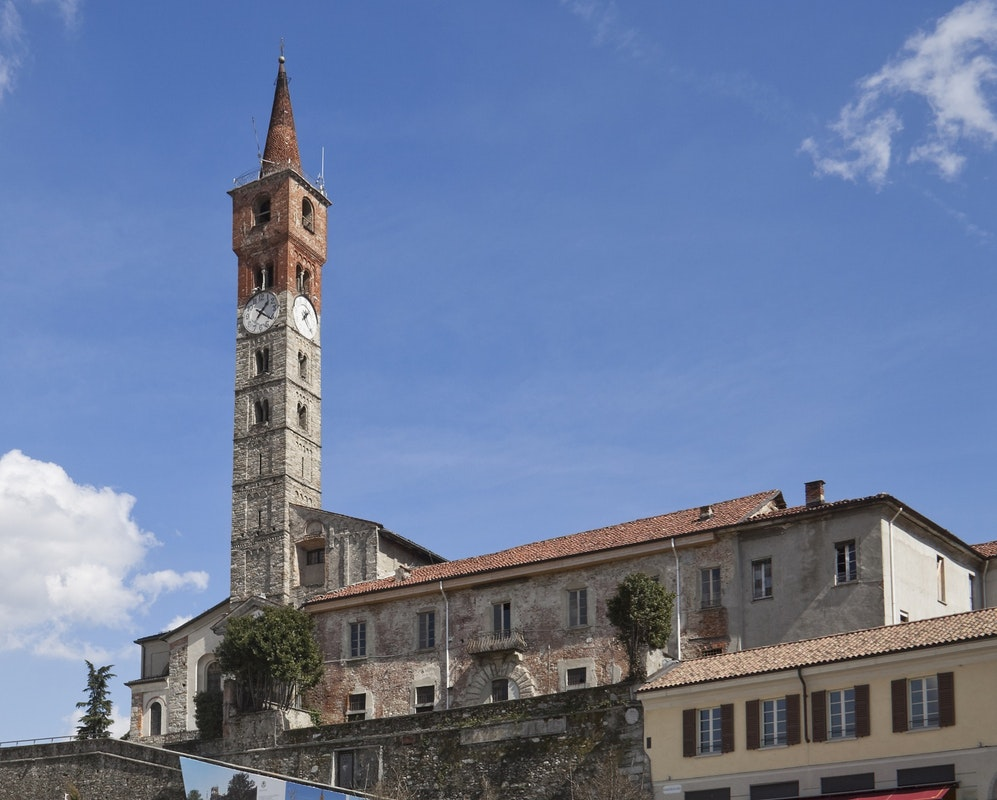
Basilica di San Paolo e Castello di Pietrasanta

#### Basilica prepositurale di San Paolo
In posizione dominante sul centro di Cantù si trova la basilica prepositurale di San Paolo, eretta verso la fine dell'XI secolo.

#### Cappella della Madonnina
Nei pressi della basilica si trova la Cappella della Madonnina, un antico oratorio databile all'XI secolo e che è stato poi riadibito a battistero della stessa chiesa di San Paolo. In origine detta chiesa di Santa Maria, la cappella è anche conosciuta come "Oratorio della Beata Vergine". Situata nei pressi dell'antica cinta muraria cittadina, la chiesetta si presenta come un edificio con facciata a capanna e abside ettagonale formato da pareti irregolari innestate su quelle che un tempo erano le mura medievali della città. Anticamente la facciata era aperta e delimitata da una grata. Internamente l'edificio ha una struttura a pianta quadrata ed è arricchito da affreschi che vanno dal periodo tardo-bizantino a quello trecentesco, successivamente rimaneggiati nel XVI secolo. Tra di essi si ricordano la rappresentazione del borgo canturino e dei suoi monumenti principali, opera del 1514 attribuita ad Ambrogio da Vigevano e Cristoforo de Mottis, oltre a una Madonna del latte del XIV secolo. Ai lati dell'abside sono raffigurati alcuni episodi della vita di Gesù: La nascita, La circoncisione e L'adorazione dei Magi. La cappella conserva inoltre una pietra, raffigurante il monogramma di Cristo, che si suppone possa provenire dall'originario altare della basilica di Galliano. 

Basilica dei Ss. Teodoro e Bartolomeo

#### Basilica parrocchiale dei Ss. Teodoro e Bartolomeo
Nel centro di Cantù si trova anche la chiesa di San Teodoro fu costruita in stile romanico tra la fine dell'XI e il XII secolo ma molto rimaneggiata nel corso del tempo.

#### Santuario della Madonna dei Miracoli

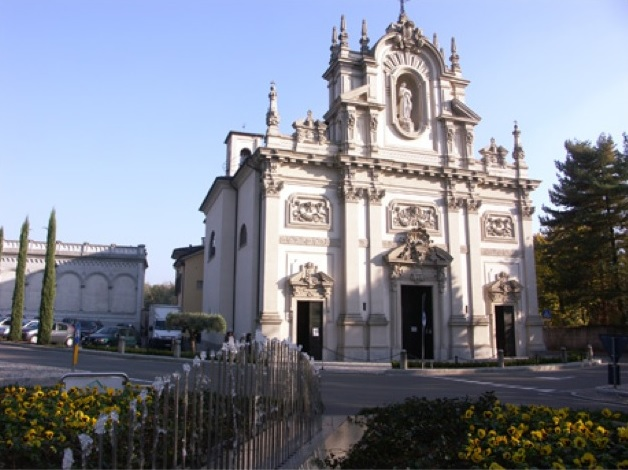
Santuario della Madonna dei Miracoli

Il Santuario della Madonna dei Miracoli fu costruito tra il 1554 e 1555 sul luogo di una presunta apparizione mariana che sarebbe avvenuta al di fuori dell'antica porta cittadina di Campo Rotondo, ove un pilastro ospitava un dipinto di una Madonna del latte. Secondo quanto tramandato dalla tradizione, nel maggio del 1543 una ragazzina di nome Angiolina della Cascina Novello si sarebbe recata sul luogo dell'icona mariana per chiedere la cessazione di una grave carestia che affliggeva l'area del canturino. In seguito alle preghiere la Madonna, chiamata "Santa Maria Bella", sarebbe apparsa alla giovinetta annunciando la fine della miseria e invitandola a recarsi nei campi con gli abitanti del borgo per la mietitura di un abbondante raccolto. L'effige di Santa Maria Bella, databile tra il '300 e la metà del '400, è conservata al centro del dossale dell'altare maggiore della chiesa.

#### Ex-Chiesa di Sant'Ambrogio
L'edificio, detto anche "chiesa della Trasfigurazione", fu costruito verso il 1570 su sostegno economico di Suor Letizia Alciati, dopo che nel 1505 il papa Giulio II aveva concesso alle Umiliate di Sant'Ambrogio il permesso di costruire sia la chiesa che un monastero. Umiliate che, nei pressi della chiesa, dal XIII secolo gestivano un ospedale, dedicato a Sant'Antonio.
La chiesa si presenta come un edificio tardo-rinascimentale a pianta quadrata, sormontato da un'ampia cupola con tiburio cilindrico. Internamente, la cupola è affrescata e decorata da stucchi realizzati dai Maestri intelvesi.
Nel 1586 la chiesa venne divisa in due aree: una interna e una esterna. La parte interna, ad uso esclusivo delle monache del convento di clausura era introdotta da una esterna accessibile ai fedeli durante le funzioni religiose.
In seguito alla soppressione dell'ordine religioso da parte di Napoleone Bonaparte durante la Repubblica Cisalpina (1785), la chiesa cadde in totale declino. In un primo momento, il Monastero fu convertito in scuola militare, mentre la chiesa fu sconsacrata all’inizio del XIX secolo. Venduta all’asta nel 1818, la chiesa fu adibita, assieme al Monastero, in abitazioni e magazzini privati. A metà del XIX secolo si assistette alla demolizione sia della chiesa interna sia del campanile. Il monastero venne invece distrutto nel 1936 per dare spazio alla nuova piazza Marconi. Nella cupola della ex-chiesa, resti di oltre cento figure affrescate da Giovanni Paolo e Raffaele Recchi (1676), tra le quali spicca la sagoma di un angelo che porge lo staffile al santo titolare della chiesa.

#### Chiesa di Santa Maria ed ex-monastero delle Benedettine

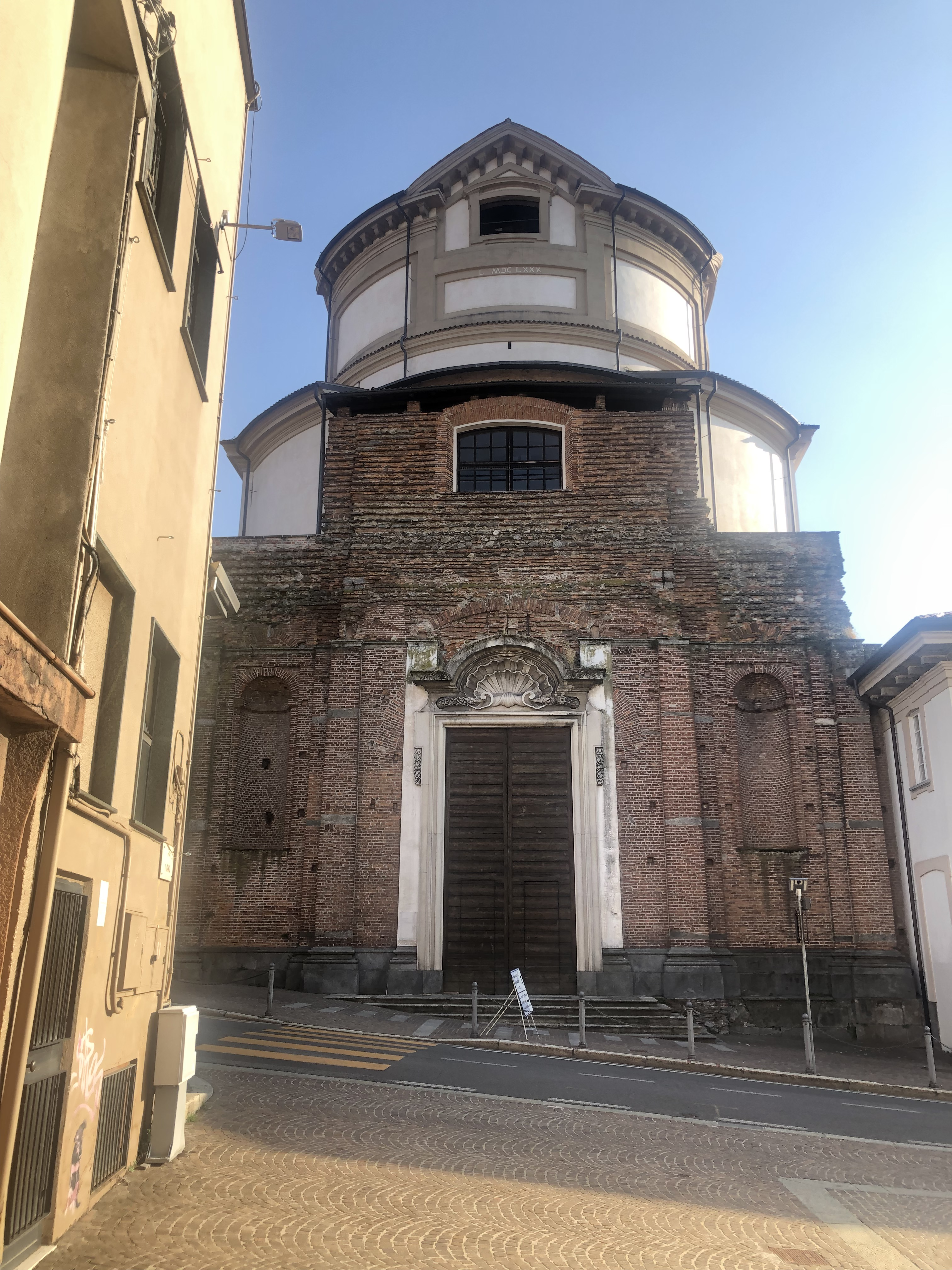
Facciata della chiesa di S. Maria

Eretta fra il 1665 e gli anni '80 del Seicento, la chiesa di Santa Maria fu costruita nel contesto di un monastero femminile benedettino, istituito nel 1093 da Alberto da Prezzate e riedificato nel 1690. La prima priora del monastero fu una tale Agnese "de Burgundi", alla quale la tradizione attribuisce l'introduzione, a Cantù, di quel merletto che dalla stessa città prende il nome.
A seguito della soppressione degli ordini religiosi decretata da Napoleone Bonaparte, il monastero fu riutilizzato dapprima come una caserma, poi come scuola e infine, dagli inizi del III millennio, come sede del Municipio.

#### Chiesa di Sant'Antonio Abate
La chiesa di Sant'Antonio abate fu realizzata a partire dalla fine del XII secolo in stile romanico-gotico al di fuori della cinta muraria della città medievale, lungo la strada che conduce a Como. A sinistra della chiesa si trovava un campanile romanico. Affiancato sul lato sud della chiesa si trovava un hospitale per gli ammalati e i pellegrini, utilizzato durante una grande pestilenza che nel 1631 afflisse il borgo canturino. L'hospitale, dotato di struttura a corte, fu gestito in un primo tempo da monache agostiniane e, in un secondo tempo, da canonici di Sant'Antonio di Vienne (XV secolo).
La chiesa si presenta con una facciata a capanna, dotata un portale delimitato da due archi, dei quali uno a sesto acuto e l'altro, ad esso sottoposto, a tutto sesto. Sopra al portone si staglia un rosone con cornice in cotto. Edificio a singola navata, la chiesa ha una struttura con capriate a vista e abside poligonale scandita da lesene gotiche. L'abside della chiesa è databile agli inizi del XIV secolo. In passato le pareti interne completamente coperte da affreschi di diverse epoche, dal mondo bizantino alla pittura lombarda del '300. Di questi affreschi sopravvivono ancora una Madonna del latte, una Madonna in trono con Bambino e Santa Caterina d'Alessandria e un'Annunciazione. Nella chiesa è inoltre conservata una grande statua in arenaria dedicata a Sant'Antonio Abate, opera databile tra il Trecento e la prima metà del secolo successivo.

#### Ex-Chiesa di San Francesco

Vista posteriore della chiesa dei Santi Michele e Biagio

Al XIII secolo risale la costruzione di quella che era la chiesa di San Francesco, a cui un tempo era annesso il convento di francescani giunti a Cantù nel 1286, come risulta da un documento del maggio, quando alla pace tra le città di Como e MIlano furono testimoni anche frate Rainero de Solo, frate Giuseppe de Arluno, e frate Beltramo Cofa del convento di Cantù.| Il convento fu soppresso nel 1777. Della struttura della vecchia chiesa, adibita ad area espositiva, è ancora visibile la facciata gotica, inglobata in un edificio privato. La chiesetta viene chiamata anche "Cappella Carcano" per via del fatto che, nella seconda metà del XV secolo, il podestà di Cantù Tristano Carcano la adibì a tomba di famiglia prima di morire nel 1479. L'altare della chiesa ospitava un trittico realizzato dall'artista bergamasco Bernardino Zenale sul tema dell'Immacolata Concezione, opera che fu tagliata in tre parti e venduta a diversi collezionisti. I pezzi del trittico sono custoditi a Milano nei musei Bagatti Valsecchi e Poldi Pezzoli, e a Malibù al Paul J. Getty Museum.

#### Altro
- Chiesa dei Santi Michele e Biagio, costruita tra il 1923 e il 1932 in stile neogotico[35]. All'interno conserva una pala raffigurante San Benedetto che riceve in monastero i giovani Mauro e Placido (prima metà degli anni 1690), opera di Filippo Abbiati traslata dall'altare occidentale della chiesa di Santa Maria[28].
- Alle spalle della Chiesa dei Santi Michele e Biagio si trova Cappella di Santa Maria Addolorata (1932). Nota anche come Madonna del Portone o di San Rocco, la cappella ospita un affresco databile al Seicento, un tempo affisso alle mura cittadine.[36]
- Chiesa dei Santi Martiri Greci (fraz. Mirabello)[37]
- Chiesa dei Santi Pietro e Paolo (fraz. Vighizzolo)[38]
- Chiesa di Santa Dorotea (fraz. Cascina Amata)[39]
- Chiesa di San Giuseppe (fraz. Asnago)[40]

### Architetture militari

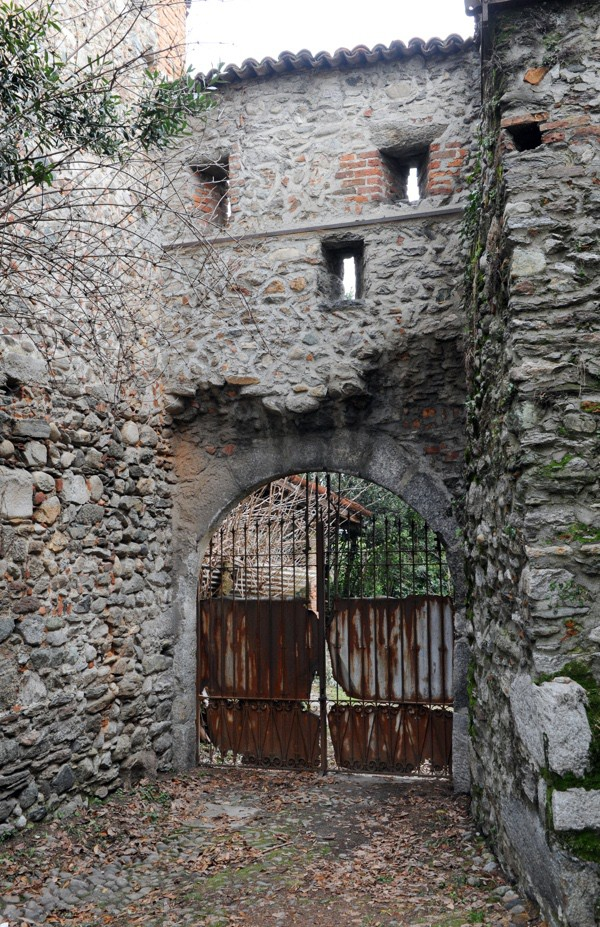
Porta Ferraia

#### Castello di Pietrasanta
Il castello di Pietrasanta deve il suo nome e la sua costruzione alla famiglia dei conti che, nel 1475, ottenne l'affidamento della cittadina in feudo. Il castello fu edificato in posizione dominante sul colle di Cantù, a pochi passi dalla basilica di San Paolo. Lo stesso campanile della chiesa costituiva, nella sua parte inferiore, una torre del castello. Distrutto nel 1527 da Gian Giacomo Medici, il castello venne ricostruito come edificio residenziale. Nonostante al suo interno conservi un salone neoclassico dipinto e decorato da Andrea Appiani e Giocondo Albertolli, rispettivamente, l'edificio è progressivamente caduto in condizioni di abbandono e degrado.

#### Porta Ferraia

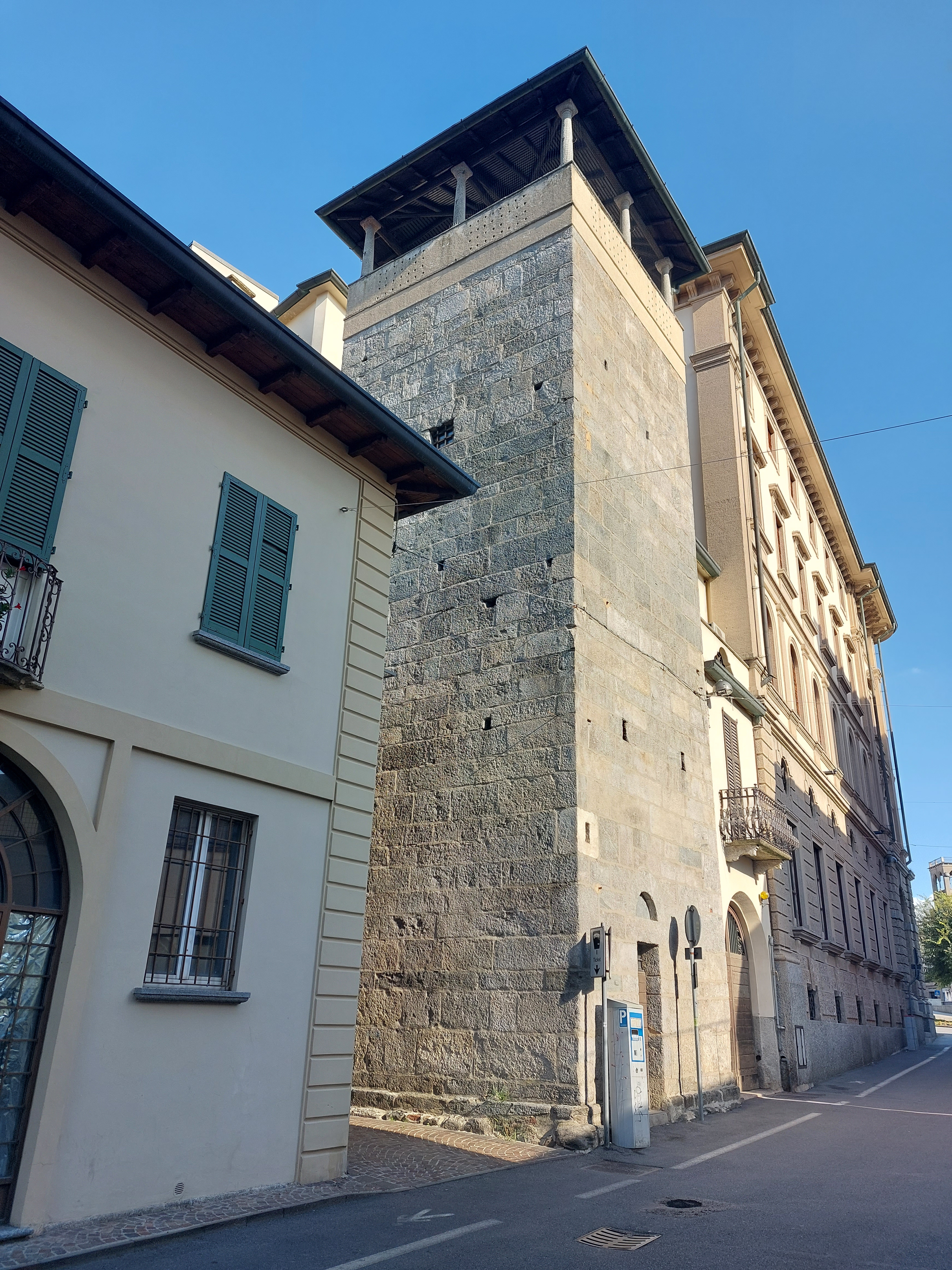
Torre dei Grassi

La Porta Ferraia, detta anche Porta della Ferraria, deve il suo nome alla vicina Contrada della Ferraia, che un tempo ospitava botteghe in cui il ferro veniva lavorato per produrre chiodi e attrezzi agricoli. La costruzione è una porta perimetrale della cinta muraria medievale che venne costruita in seguito alla proclamazione dell’indipendenza di Cantù dal dominio visconteo di Milano, nel 1324. La realizzazione della porta, detta anche "degli Archinti", si deve alla famiglia di Gaspare Grassi, che nello stesso periodo dotò la città di una cinta muraria lunga circa 1 miglio e di ben 35 torri. La porta aveva la funzione di sorveglianza della vallata in direzione di Galliano.
Da un punto di vista architettonico, la struttura si presenta con un arco di granito e una torre trapezoidale irregolare di sette metri d'altezza, costruita in laterizi e ciottoli di fiume.

#### Altro
- Torre dei Grassi (XII secolo), sita via Corbetta[44].
- Altre torri in Piazza Sirtori, nell'angolo tra Piazza Garibaldi e Via Ariberto, in Via Carlo Annoni (1324) ed in Via Chiavelli.

### Architetture civili
Vista l'estensione territoriale, non costituiscono un tessuto rilevante di edifici di rango.
La relativa monumentalità del centro storico dipende anche da questa storica debolezza.
- Villa Archinto (inizio XVII secolo)
- Villa Argenti (metà XIX secolo)[45]
- Casa Oldradi (XVII secolo)[46]
- Villa Brugnola - Cappella dell'Immacolata Concezione (XVII secolo)
- Villa Foppapedretti (inizio XIX secolo)
- Villa Sacchi - Scotti (XIX secolo), in stile tardo-neoclassico[45]
- Villa Calvi[47] e Parco Martiri delle Foibe (XIX secolo)
- Villa Orombelli (XVI secolo), a Fecchio[48]
- Teatro comunale San Teodoro (1921)[49]

### Altro
- Mosaico - Lucio Fontana 1955 - 1957

## Società

### Evoluzione demografica
- 2 000 nel 1751[7]
- 3 113 nel 1771[9]
- 3 372 nel 1799[10]
- 3 145 nel 1805[10]
- 4 490 dopo l'annessione di Cucciago e Senna nel 1809[10]
- 6 243 nel 1853[50]
- 6 676 nel 1859[51]

Abitanti censiti

### Etnie e minoranze straniere
Gli stranieri residenti al 1º gennaio 2022 nel comune sono 3 445, ovvero l'8,7% della popolazione. Di seguito sono riportati i gruppi più consistenti:
1. Romania, 393
2. Albania, 387
3. Pakistan, 325
4. Marocco, 276
5. Cina, 214
6. Ucraina, 190
7. Tunisia, 187
8. Nigeria, 189
9. Ghana, 174
10. Repubblica Dominicana, 170

## Cultura

### Istruzione

#### Musei
- Museo Galleria del Design e dell'Arredamento (CLAC)

(Collezione Bruno Munari - Razionalismo italiano - Neoliberty - Archivio Storico della Selettiva)
- Biblioteca del Design e dell'Arredamento
- Riva1920-Museo del legno
- Spazio espositivo Villa Calvi
- Piazza delle Stelle (museo itinerante sulla Pallacanestro Cantù)

### Spettacolo
Nel 2012 a Cantù fu riaperto il centenario Teatro San Teodoro in cui si tengono spettacoli teatrali di prosa classica e contemporanea, spettacoli di cabaret, spettacoli di danza e concerti di musica classica e contemporanea.

### Media
A Cantù sorse nel 1977 una delle prime emittenti televisive libere del comasco: la storica Cantivù. Nello stesso anno nacque l'emittente Radio Cantù (originariamente Radio Cantù Brianza) ancora in attività.

### Musica
- Spazio Tribù
- Nuova Scuola di Musica di Cantù
- Accademia Orchestrale e Orchestra Sinfonica del Lario
- Orchestra Giovanile di Cantù
- Ass. Gruppo Folkloristico Natale Brambilla "I Fregamüsun" - Vighizzolo di Cantù
- Corpo Musicale "La Brianzola"
- Corpo Musicale "Ranscett"
- Corpo Musicale "La Cattolica"
- Corpo Musicale "Giuseppe Verdi" - Vighizzolo di Cantù
- Concorso Internazionale per Pianoforte e Orchestra “Città di Cantù”

### Manifestazioni
- La Giubiana (ultimo giovedì di gennaio): secondo tradizione viene bruciato nella piazza principale un fantoccio raffigurante una donna, dopo averlo fatto sfilare per le vie del paese. L'evento ricorda la condanna a morte di una donna che si narra abbia tradito i compaesani consegnando le chiavi della città ai Comaschi, durante la guerra Milano - Como, in cui Cantù era schierata con la prima.
- Carnevale (sabato antecedente la prima domenica di quaresima secondo il rito ambrosiano) tradizionale sfilata di carri allegorici e gruppi mascherati, negli ultimi anni si è affermato come il più grande "Carnevale Ambrosiano". Viene organizzato dall'Associazione Carnevale Canturino che tipicamente organizza 3 sfilate in città.
- Santa Apollonia e fiera - mercato (9 febbraio)
- Fiera d'agosto (15 e 16 agosto)
- Fiera del Crocifisso (3º domenica di ottobre)
- Festival organistico internazionale "Città di Cantù"
- Premio Letterario Nazionale "Il Tombolo" Città di Cantù
- "Il Mese del Libro" Convegno sul libro oggi - il libro e il mobile - il libro in strada
- Concorso Internazionale per Pianoforte e Orchestra "Città di Cantù"

## Economia

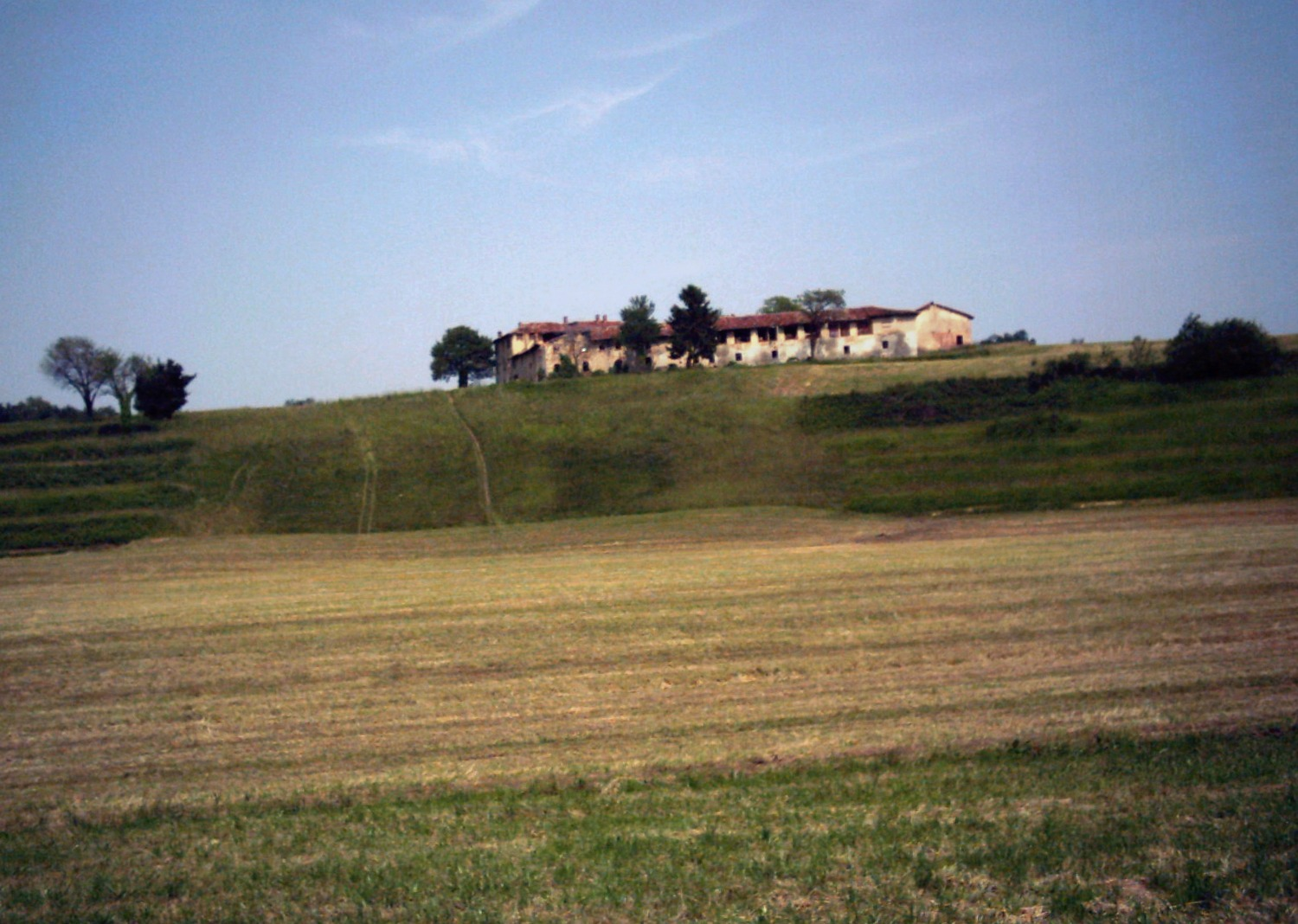
Cascina di Santa Naga, nella frazione Fecchio

L'economia canturina era tradizionalmente basata sull'industria. Il fattore principale e il più appreso era quello della produzione artistica del mobile e del pizzo che rendeva Cantù una cittadina famosa. L'avvento della grande e media distribuzione commerciale (emblematica l'incredibile concentrazione di spazi commerciali  su via Milano) ha ribaltato i caratteri territoriali identitari storici, spostando sulle direttrici stradali una maggiore densità edilizia senza oggettiva qualità. Anche per le differenti modalità commerciali in uso, il centro storico si è di fatto svuotato, perdendo molta forza e capacità attrattiva, differentemente da analoghi centri della Lombardia (quali Saronno o Seregno) che hanno saputo gestire i cambiamenti del commercio con maggiore efficacia.
Un altro settore artigianale importante è la lavorazione del pizzo di Cantù.

## Infrastrutture e trasporti

### Ferrovie e tranvie
Il territorio comunale è servito da due stazioni ferroviarie, servite dai treni regionali svolti da Trenord nell'ambito del contratto di servizio stipulato con la Regione Lombardia:
- la stazione di Cantù, sita a nord del centro cittadino, è posta sulla linea secondaria Como-Lecco, servita dai treni regionali R18 Como San Giovanni-Molteno a cadenza oraria (sospesi da metà mattina a mezzogiorno), prolungati a Lecco in mattinata e serata;
- la stazione di Cantù-Cermenate, sita nella frazione Asnago, è posta sulla linea Chiasso-Milano e servita dai treni della linea S11 del servizio ferroviario suburbano di Milano

In passato la località era servita da due ulteriori relazioni su ferro, la tranvia Como-Camerlata-Cantù, attiva fra il 1909 e il 1951, che univa altresì le suddette stazioni ferroviarie e la Monza-Meda-Cantù, attiva fra il 1912 e il 1952, di cui costituiva il capolinea orientale. La prima fu sostituita da una filovia, chiusa a sua volta nel 1978.

### Mobilità urbana
La città è servita dalle relazioni automobilistiche interurbane gestite da ASF Autolinee.

## Amministrazione
| Periodo           | Periodo           | Primo cittadino   | Partito       | Carica           | Note          |
| ----------------- | ----------------- | ----------------- | ------------- | ---------------- | ------------- |
| 5 dicembre 1993   | 29 novembre 1997  | Armando Selva     | Lega Nord     | Sindaco          | [ 55 ]        |
| 30 novembre 1997  | 25 maggio 2002    | Edgardo Arosio    | Lega Nord     | Sindaco          | [ 56 ]        |
| 26 maggio 2002    | 21 maggio 2012    | Tiziana Sala      | Lega Nord     | Sindaco          | [ 57 ] [ 58 ] |
| 22 maggio 2012    | 25 giugno 2017    | Claudio Bizzozero | Liste civiche | Sindaco          | [ 59 ]        |
| 26 giugno 2017    | 26 settembre 2018 | Edgardo Arosio    | Lega          | Sindaco          | [ 60 ]        |
| 26 settembre 2018 | 26 maggio 2019    | Alice Galbiati    | Lega          | Vicesindaco f.f. | [ 60 ]        |
| 26 maggio 2019    | 9 giugno 2024     | Alice Galbiati    | Lega          | Sindaco          | [ 60 ]        |
| 9 giugno 2024     | in carica         | Alice Galbiati    | Lega          | Sindaco          | [ 60 ]        |

### Gemellaggi
- Nithsdale[senza fonte]
- Villefranche-sur-Saône[senza fonte]
- Dumfries[senza fonte]

## Sport
- La Pallacanestro Cantù è la società cittadina più nota. Fondata nel 1936, grazie a talenti come Pierluigi Marzorati, Carlo Recalcati e Antonello Riva, è stata ai vertici della pallacanestro europea per tutti gli anni settanta e ottanta, vincendo 3 scudetti, 2 Supercoppe italiane, 2 Coppe dei Campioni, 4 Coppe delle Coppe, 4 Coppe Korać e 2 Coppe Intercontinentali. È la seconda squadra più titolata nelle coppe europee dopo il Real Madrid.
- La Briantea 84 vanta una squadra di basket in carrozzina con un palmarès di trofei nazionali e internazionali.
- La squadra del Cantù Calcio nel corso degli anni quaranta e cinquanta ha militato per diversi anni in serie C per poi tentare la risalita negli anni settanta. Al 2023 milita nel campionato di Prima Categoria.
- La Libertas Brianza è la squadra di pallavolo cittadina, che svolge attività sia a livello giovanile sia professionistico. Al 2023 la prima squadra milita nel campionato di serie A2 (secondo livello nazionale), dopo essere stata per molti anni in Serie B1, e disputa le proprie partite interne al Palasport Parini.
- Gruppo Pattinatori Mobili Cantù BCC: squadra di pattinaggio a rotelle specialità corsa. Dal 1974 i suoi atleti hanno conquistato titoli nazionali, europei e mondiali[non chiaro]. Il gruppo ha anche organizzato eventi sportivi che hanno portato in Città i migliori esponenti di questo sport. Al suo interno anche una scuola che nel tempo ha formato moltissimi atleti. L'attività si svolge al Centro Sportivo Toto Caimi.
- Il Progetto Giovani Cantù (PGC—Team ABC) è una società di Pallacanestro impegnata nella crescita di giovani cestisti. Tra i più famosi degli ultimi anni si ricordano Awudu Abass e Gabriele Procida, quest'ultimo scelto nel Draft NBA 2022. La prima squadra milita nel campionato di Serie C Unica (pallacanestro maschile).

Dal 2019 Cantù ospita la Gran Fondo di ciclismo Il Lombardia.
Ogni primavera si tiene la gara ciclistica per la categoria juniores e dal 2023 anche quella femminile
Cantù è stata sede di tappa del Giro d'Italia nelle seguenti edizioni:
- Giro d'Italia 2002 - Sede di partenza della 20ª Tappa (Cantù - Milano)
- Giro d'Italia 2003 - Sede di arrivo della 20ª Tappa (Cannobio - Cantù) Vincitore Giovanni Lombardi (ciclista)
- Giro d'Italia 2007 - Sede di partenza della 14ª Tappa (Cantù - Bergamo)

Ha ospitato anche la partenza del Giro di Lombardia 2002.

### Impianti sportivi
- Palazzetto dello Sport Parini
- Stadio Comunale di Cantù
- Campo sportivo di Cantù (via Milano)
- Centro Sportivo Toto Caimi
- Centro Sportivo di Cascina Amata
- Centro Sportivo di Asnago
- Piscina Comunale di Cantù (via Giovanni XXIII): vasca da 25 metri, tribune
- Centro sportivo via Andina
- Palasport Pianella (a Cucciago)
- Cantù Arena (in costruzione) - Ex Palababele & PalaTurra

### Esplicative
1. ↑  Ortografia classica
2. ↑  «Alla guelfa» nel testo del decreto.

### Bibliografiche
1. 1 2   Bilancio demografico mensile anno 2025 (dati provvisori), su demo.istat.it, ISTAT.
2. ↑   Classificazione sismica (XLS), su rischi.protezionecivile.gov.it.
3. ↑   Tabella dei gradi/giorno dei Comuni italiani raggruppati per Regione e Provincia (PDF), in Legge 26 agosto 1993, n. 412, allegato A, Agenzia nazionale per le nuove tecnologie, l'energia e lo sviluppo economico sostenibile, 1º marzo 2011,  p. 151. URL consultato il 25 aprile 2012 (archiviato dall'url originale il 1º gennaio 2017).
4. 1 2 3 4 5 6 7 8 9 10 11 12 13 14 15 16 17 18 19 20   La Storia, su percantu.it. URL consultato il 27 aprile 2020.
5. 1 2 3  Borghese, pp. 127-128.
6. 1 2 3 4 5 6 7 8  Borghese, pp. 131-132.
7. 1 2 3 4   Comune di Cantù, sec. XIV - 1757 – Istituzioni storiche – Lombardia Beni Culturali, su lombardiabeniculturali.it. URL consultato il 27 aprile 2020.
8. 1 2 3  TCI, Guida d'Italia [...], p. 285.
9. 1 2   Comune di Cantù, 1757 - 1797 – Istituzioni storiche – Lombardia Beni Culturali, su lombardiabeniculturali.it. URL consultato il 27 aprile 2020.
10. 1 2 3 4 5   Comune di Cantù, 1798 - 1815 – Istituzioni storiche – Lombardia Beni Culturali, su lombardiabeniculturali.it. URL consultato il 27 aprile 2020.
11. ↑   Comune di Senna, 1816 - 1859 – Istituzioni storiche – Lombardia Beni Culturali, su lombardiabeniculturali.it. URL consultato il 27 aprile 2020.
12. ↑   Comune di Cucciago, 1816 - 1859 – Istituzioni storiche – Lombardia Beni Culturali, su lombardiabeniculturali.it. URL consultato il 27 aprile 2020.
13. 1 2 3   Cantù, su Archivio Centrale dello Stato.
14. ↑  Comune di Cantù, Medaglia d'oro ai benemeriti della scuola, della cultura e dell'arte
15. ↑   Basilica e battistero di Galliano - complesso, Via San Vincenzo - Cantù (CO) – Architetture – Lombardia Beni Culturali, su lombardiabeniculturali.it. URL consultato il 17 aprile 2020.
16. ↑   Chiesa di S. Paolo - complesso, Via Annoni - Cantù (CO) – Architetture – Lombardia Beni Culturali, su lombardiabeniculturali.it. URL consultato il 17 aprile 2020.
17. 1 2 3 4 5 6 7   Città di Cantù, su comune.cantu.co.it. URL consultato il 25 aprile 2020.
18. ↑   Chiesa della Madonnina, Via Annoni - Cantù (CO) – Architetture – Lombardia Beni Culturali, su lombardiabeniculturali.it. URL consultato il 17 aprile 2020.
19. 1 2 3 4 5 6 7 8 9 10  TCI, Guida d'Italia [...], p. 286.
20. ↑   Chiesa di S. Teodoro - complesso, Piazza San Teodoro - Cantù (CO) – Architetture – Lombardia Beni Culturali, su lombardiabeniculturali.it. URL consultato il 17 aprile 2020.
21. ↑   Santuario della Madonna dei Miracoli - complesso, Viale della Madonna - Cantù (CO) – Architetture – Lombardia Beni Culturali, su lombardiabeniculturali.it. URL consultato il 17 aprile 2020.
22. 1 2   Città di Cantù, su comune.cantu.co.it. URL consultato il 26 aprile 2020.
23. 1 2 3 4 5 6   Città di Cantù, su comune.cantu.co.it. URL consultato il 26 aprile 2020.
24. ↑   Chiesa di S. Ambrogio (ex), Piazza Marconi - Cantù (CO) – Architetture – Lombardia Beni Culturali, su lombardiabeniculturali.it. URL consultato il 17 aprile 2020.
25. ↑  Zastrow, p. 28.
26. ↑  Zastrow, p. 110.
27. 1 2 3 4 5   Città di Cantù, su comune.cantu.co.it. URL consultato il 26 aprile 2020.
28. 1 2 3   Chiesa di S. Maria, Via Manzoni - Cantù (CO) – Architetture – Lombardia Beni Culturali, su lombardiabeniculturali.it. URL consultato il 26 aprile 2020.
29. 1 2 3 4  Fabiani, S. Maria.
30. ↑   Chiesa di S. Antonio, Via F. Daverio - Cantù (CO) – Architetture – Lombardia Beni Culturali, su lombardiabeniculturali.it. URL consultato il 17 aprile 2020.
31. ↑   p87 AA.VV., Il Francescanesimo in Lombardia, Silvana Editoriale, 1983.
32. 1 2 3   G. Motta, Vicende storiche ed aspetti dell’antica e nuova Cantù, Cantù, La Grafica, 1970.
33. 1 2 3   Associazione Amici dei Musei, sez. Cantù, Cantù.Guida ai percorsi storico-artistici, Associazione Amici dei Musei, sez. Cantù, a cura di G. Montorfano, Cantù, Tipografia Cavalleri, 1999.
34. ↑   exibart_admin, EX CHIESA DI SAN FRANCESCO, su exibart.com. URL consultato il 25 aprile 2020.
35. ↑   Chiesa dei SS. Michele e Biagio - complesso, Corso Unità d'Italia - Cantù (CO) – Architetture – Lombardia Beni Culturali, su lombardiabeniculturali.it. URL consultato il 17 aprile 2020.
36. ↑   Comune di Cantù - assessorato viabilità (a cura di), Cappella di Santa Maria Addolorata, in pannello esplicativo situato all'esterno del monumento, 1979.
37. ↑   Chiesa dei SS. Martiri Greci - complesso, Via Lombardia, 7 - Cantù (CO) – Architetture – Lombardia Beni Culturali, su lombardiabeniculturali.it. URL consultato il 17 aprile 2020.
38. ↑   Chiesa dei SS. Pietro e Paolo - complesso, Piazza Santi Pietro e Paolo - Cantù (CO) – Architetture – Lombardia Beni Culturali, su lombardiabeniculturali.it. URL consultato il 17 aprile 2020.
39. ↑   Chiesa di S. Dorotea V. e M. - complesso, Via Chiesa, 15 - Cantù (CO) – Architetture – Lombardia Beni Culturali, su lombardiabeniculturali.it. URL consultato il 17 aprile 2020.
40. ↑   Chiesa di S. Giuseppe - complesso, Via Citterio, 11 - Cantù (CO) – Architetture – Lombardia Beni Culturali, su lombardiabeniculturali.it. URL consultato il 17 aprile 2020.
41. ↑   Venduto il castello di Pietrasanta «In mano a imprenditori di Cantù», su laprovinciadicomo.it. URL consultato il 13 aprile 2022.
42. ↑   Cantù, nessuno vuole il castello di Pietrasanta, su laprovinciadicomo.it. URL consultato il 27 aprile 2020.
43. ↑   Porta della Ferraria, Via di San Paolo - Cantù (CO) – Architetture – Lombardia Beni Culturali, su lombardiabeniculturali.it. URL consultato il 17 aprile 2020.
44. ↑   Torre dei Grassi, Via Corbetta - Cantù (CO) – Architetture – Lombardia Beni Culturali, su lombardiabeniculturali.it. URL consultato il 17 aprile 2020.
45. 1 2  Belloni et al., p. 248.
46. ↑   Casa Oldradi, Via Manzoni, 4 - Cantù (CO) – Architetture – Lombardia Beni Culturali, su lombardiabeniculturali.it. URL consultato il 17 aprile 2020.
47. ↑   Villa Calvi, Via Unità d'Italia, 8 - Cantù (CO) – Architetture – Lombardia Beni Culturali, su lombardiabeniculturali.it. URL consultato il 17 aprile 2020.
48. ↑   Villa Orombelli - complesso, Via per Alzate, 86 - Cantù (CO) – Architetture – Lombardia Beni Culturali, su lombardiabeniculturali.it. URL consultato il 17 aprile 2020.
49. ↑   Teatro di S. Teodoro (ex), Via Chiavelli, 2 - Cantù (CO) – Architetture – Lombardia Beni Culturali, su lombardiabeniculturali.it. URL consultato il 17 aprile 2020.
50. ↑   Comune di Cantù, 1816 - 1859 – Istituzioni storiche – Lombardia Beni Culturali, su lombardiabeniculturali.it. URL consultato il 27 aprile 2020.
51. ↑   Comune di Cantù, 1859 - [1971] – Istituzioni storiche – Lombardia Beni Culturali, su lombardiabeniculturali.it. URL consultato il 27 aprile 2020.
52. ↑  Dati tratti da:
  -  Popolazione residente dei comuni. Censimenti dal 1861 al 1991 (PDF), su ebiblio.istat.it, ISTAT.
  -  Popolazione residente per territorio – serie storica, su esploradati.censimentopopolazione.istat.it.
Nota bene: il dato del 2021 si riferisce al dato del censimento permanente al 31 dicembre di quell'anno.
53. ↑   Popolazione straniera residente a Cantù al 1º gennaio 2022 [collegamento interrotto], su tuttitalia.it, ISTAT. URL consultato l'11 gennaio 2023.
54. ↑   Atlante cartografico dell'artigianato, vol. 1, Roma, A.C.I., 1985,  p. 14.
55. ↑  Risultato delle elezioni comunali del 21 novembre 1993 (ballottaggio il 5 dicembre), Archivio storico delle elezioni del Ministero dell'Interno
56. ↑  Risultato delle elezioni comunali del 16 novembre 1997 (ballottaggio il 30 novembre), Archivio storico delle elezioni del Ministero dell'Interno
57. ↑  Risultato delle elezioni comunali del 26 maggio 2002, Archivio storico delle elezioni del Ministero dell'Interno
58. ↑  Risultato delle elezioni comunali del 27 maggio 2007 (ballottaggio 11 giugno 2007), Archivio storico delle elezioni del Ministero dell'Interno
59. ↑  Risultato delle elezioni comunali del 6 maggio 2012 (ballottaggio 21 maggio 2012), Archivio storico delle elezioni del Ministero dell'Interno
60. 1 2 3 4   Anagrafe degli amministratori locali e regionali, su amministratori.interno.gov.it. URL consultato il 13 maggio 2023.
61. ↑  https://gfilombardia.it/
62. ↑   Dettaglio Gara, su federciclismo.it. URL consultato il 2 marzo 2025.
63. ↑   Dettaglio Gara, su federciclismo.it. URL consultato il 2 marzo 2025.
64. ↑   fcicomo.it,  https://www.fcicomo.it/gara/157215/.
65. ↑   Who are the last winners in Cantù, Italy?, su www.procyclingstats.com. URL consultato il 12 marzo 2024.